# Mindszentgodisa
Mindszentgodisa es un pueblo ubicado en el distrito de Hegyhát, en el condado de Baranya, Hungría.

## Superficie
Posee una superficie de 22,97 kilómetros cuadrados.

## Demografía
Hasta 2019 la población era de 833 habitantes, con una densidad de población de 36,26 habitantes por kilómetro cuadrado.